# 渥太華縣 (奧克拉荷馬州)
渥太華縣（英語：Ottawa County）是美国奧克拉荷馬州東北部的一個郡，東鄰密蘇里州，北鄰堪薩斯州，面積1,255平方公里。根據2020年美國人口普查，本縣共有人口30,285人。本縣縣治為邁阿密。

## 歷史

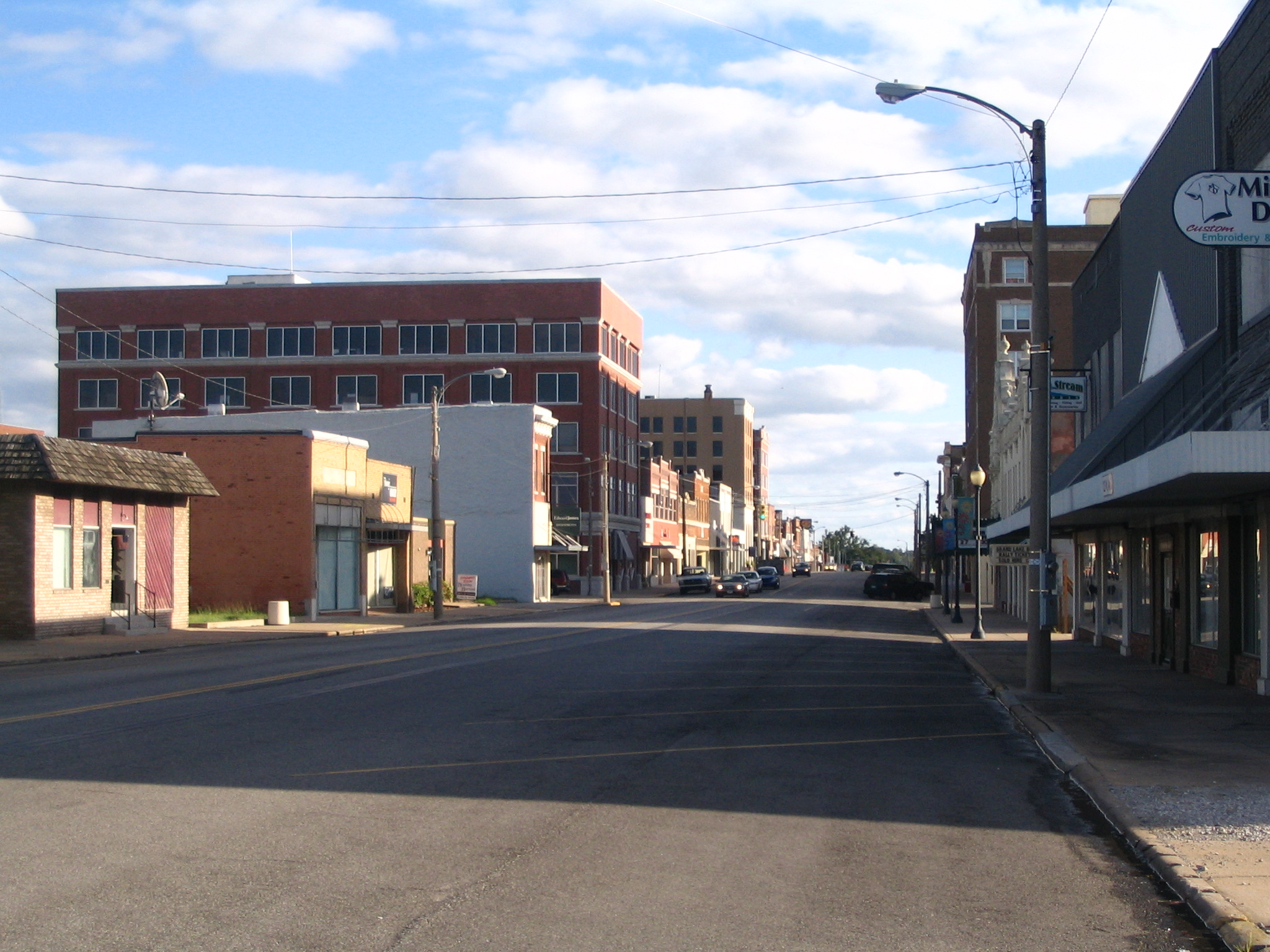
縣治邁阿密

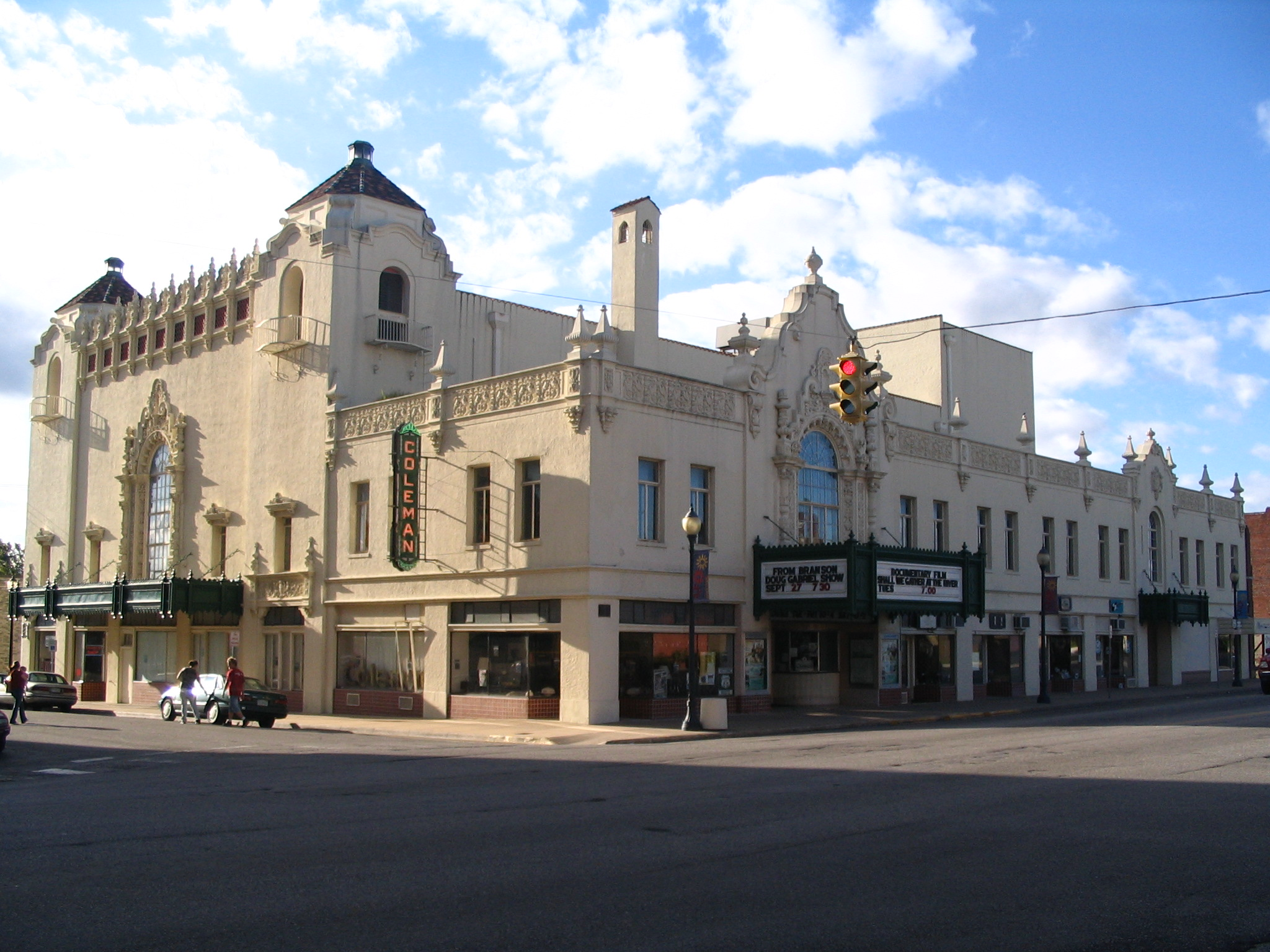
縣治內的科爾曼劇院

考古研究證明，渥太華縣一帶曾有史前人類居住。根據《奧克拉荷馬州歷史與文化百科全書》（Encyclopedia of Oklahoma History & Culture）顯示，渥太華縣共有8個古風時期（公元前6000年至公元1年）、16個伍德蘭期（公元1年至公元1000年）、以及6個平原村時期（公元1000年至公元1500年）的遺跡。
歐塞奇族於19世紀遷入本縣。後來，他們將這片土地割予聯邦政府，以換取另一個位於西部的領土。1828年，西切諾基族（Western Cherokee）將阿肯色州西部割予聯邦政府，並換取包括本縣在內的一大片土地。於1831年，聯邦政府收回西切諾基族的領地。
本縣於1907年成立。縣名有兩種說法：一為當地的原住民渥太華族，另一為印第安語「商人」的意思。

## 地理
根據2000年人口普查，渥太華縣的總面積為485平方英里（1,260平方），其中有471平方英里（1,220平方），即97.23%為陸地；13平方英里（34平方），即2.77%為水域。本縣的東部位於奧索卡平原上，而西部則位於尼歐肖低地上。

### 毗鄰縣
- 特拉華縣：南方
- 克雷格縣：西方
- 堪薩斯州 切羅基縣：北方
- 密蘇里州 牛頓縣：東方
- 密蘇里州 麥克唐納縣：東南方

## 人口
| 调查年                                | 人口   | 备注 | %±     |
| ------------------------------------- | ------ | ---- | ------ |
| 1910                                  | 15,713 |      | —      |
| 1920                                  | 41,108 |      | 161.6% |
| 1930                                  | 38,542 |      | −6.2%  |
| 1940                                  | 35,849 |      | −7.0%  |
| 1950                                  | 32,218 |      | −10.1% |
| 1960                                  | 28,301 |      | −12.2% |
| 1970                                  | 29,800 |      | 5.3%   |
| 1980                                  | 32,870 |      | 10.3%  |
| 1990                                  | 30,561 |      | −7.0%  |
| 2000                                  | 33,194 |      | 8.6%   |
| 2010                                  | 31,848 |      | −4.1%  |
| 2012年估计                            | 32,236 |      | 1.2%   |
| 美國十年一度的人口普查 2012年人口估計 |        |      |        |

渥太華縣的人口金字塔

根據2000年人口普查，渥太華縣擁有33,194居民、12,984住戶和9,114家庭。其人口密度為每平方英里70居民（每平方公里27居民）。本縣擁有14,842間房屋单位，其密度為每平方英里32間（每平方公里12間）。而人口是由74.15%白人、0.58%非裔、16.53%原住民、0.29%亞裔、0.14%太平洋岛民、1.54%其他種族和6.78%混血构成。而西裔或拉美裔佔了人口3.2%。
在12,984住户中，有30.9%擁有一個或以上的兒童（18歲以下）、55.6%為夫妻、10.7%為單親家庭、29.8%為非家庭、26.6%為獨居、13.6%住戶有同居長者。平均每戶有2.48人，而平均每個家庭則有2.98人。在33,194居民中，有25.7%為18歲以下、9.7%為18至24歲、24.8%為25至44歲、22.9%為45至64歲以及16.9%為65歲以上。人口的年齡中位數為37歲，女子對男子的性別比為100：94.3。成年人的性別比則為100：90.1。
本縣的住戶收入中位數為$27,507，而家庭收入中位數則為$32,368。男性的收入中位數為$25,725，而女性的收入中位數則為$18,879，人均收入為$14,478。約13%家庭和16.6%人口在貧窮線以下，包括23.8%兒童（18歲以下）及12.2%長者（65歲以上）。